# 西川玲
西川 玲（にしかわ りょう、2014年3月14日 - ）は、日本の子役（女優）。大阪府出身。株式会社UNBLINK所属。

## 出演

### 映画
- 悪は存在しない（2024年） - 安村花 役[1][2]
- おとなになっても　(2025年)  - 朱里(栗山千明)の幼少時代